# Portret van Anna van Oostenrijk, koningin van Frankrijk
Portret van Anna van Oostenrijk, koningin van Frankrijk is een schilderij door Peter Paul Rubens in het Bonnefantenmuseum in Maastricht.

## Voorstelling
Het stelt Anna van Oostenrijk voor, een dochter van koning Filips III van Spanje uit het huis Habsburg, die in 1615 trouwde met Lodewijk XIII van Frankrijk. Ze is zittend op een stoel afgebeeld met in haar rechterhand een bosje bloemen. Op de achtergrond rechts een rood gordijn en links een doorkijkje in een rijkversierde zaal met een colonnade en een apsis.

## Toeschrijving en datering
Van het portret bestaan een groot aantal exemplaren, die al dan niet uit het atelier van Rubens afkomstig zijn. Volgens Rubens-auteur Max Rooses is van al deze portretten het exemplaar in het Louvre het origineel. Het portret en de stoel op dit werk zijn volgens hem van de hand van Rubens zelf en de achtergrond van een leerling, maar geretoucheerd door Rubens. Hij dateert dit werk tussen 1620 en 1625, de periode dat hij in Parijs aan het Franse hof werkte. Het exemplaar dat zich nu in Maastricht bevindt noemt hij een herhaling van het portret in het Louvre en een ‘beau travail de l’atelier de Rubens’.

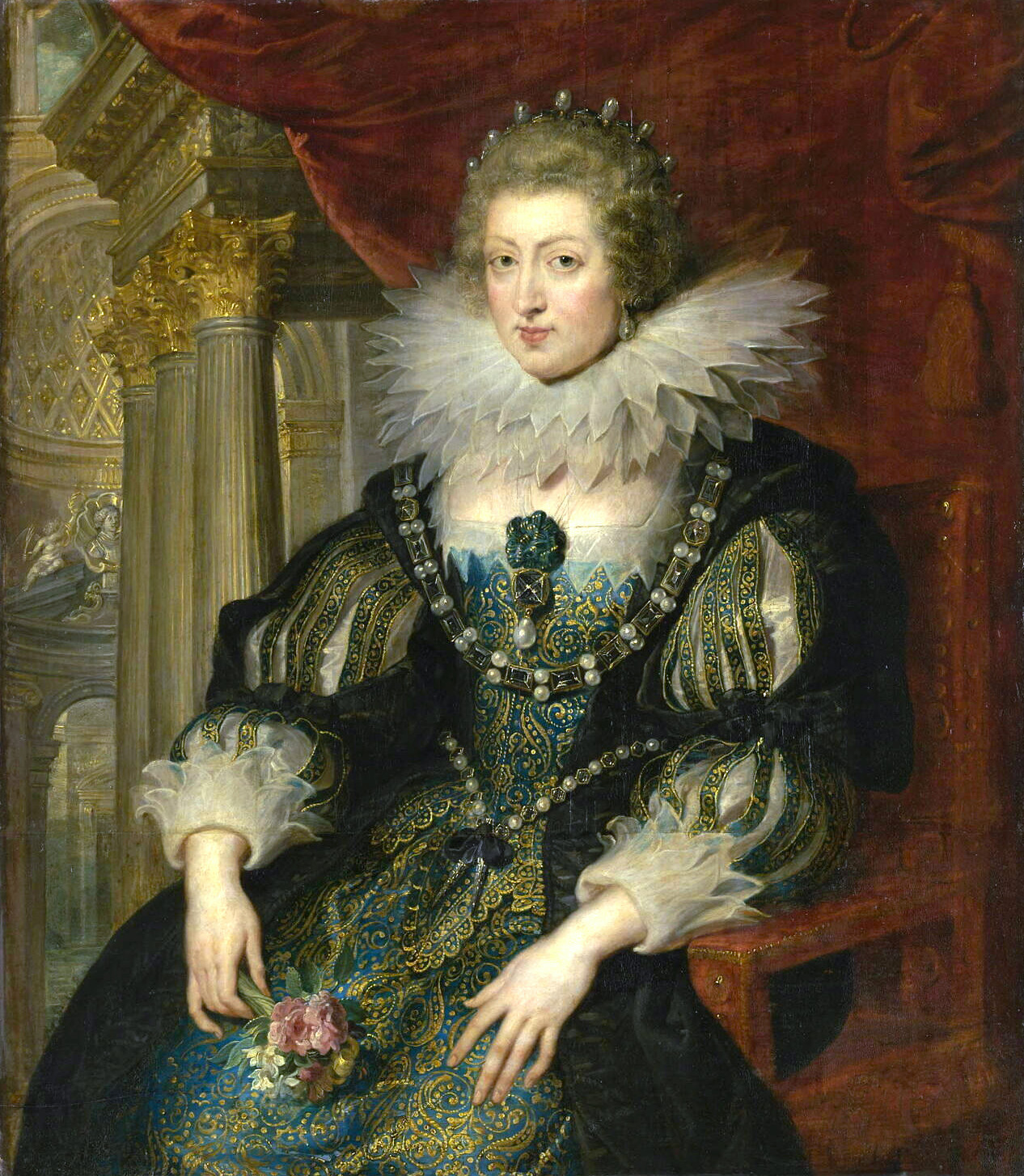
Naar Peter Paul Rubens. Portret van Anna van Oostenrijk, koningin van Frankrijk. Na 1625. Parijs, Musée du Louvre.

Kunsthistorica Frances Huemer komt echter tot de omgekeerde conclusie. Volgens haar is het exemplaar in Maastricht het origineel en is het exemplaar in het Louvre ‘an excellent atelier piece’. In de overige literatuur wordt het werk afwisselend toegeschreven aan Rubens zelf en aan zijn atelier.

## Herkomst
In 1640 wordt in de boedelinventaris van Rubens onder nummer 120 vermeld ‘Een portret van de regerende Koningin van Vrankrijk op pineel’. Tegen het jaar 1830 was het in het bezit van de Haarlemse kunstverzamelaar Maria Hoofman, die het vermoedelijk erfde van haar vader, Jacob Hoofman, eveneens wonend in Haarlem. In 1846 werd het voor 10.000 gulden gekocht door kunsthandelaar Christianus Johannes Nieuwenhuys voor de kunstverzameling van Willem II der Nederlanden. Op 12 augustus 1850 werd het ter veiling aangeboden op de boedelveiling van Willem II, maar opgehouden. Op 9 september 1851 werd het opnieuw geveild en dit keer gekocht door de Amsterdamse verzamelaar Adriaan van der Hoop, die er 3.000 gulden voor betaalde. Van der Hoop liet het na zijn dood in 1854 na aan de stad Amsterdam, die het eerst van 1855 tot 1885 onderbracht in het Museum Van der Hoop en op 30 juni 1885 in bruikleen gaf aan het Rijksmuseum Amsterdam. Het werd later door het Rijksmuseum in bruikleen gegeven aan het Bonnefantenmuseum.
De transfiguratie (1604-05) · Portret van de kunstenaar en zijn vrouw in een prieel van kamperfoelie (1609) · Kruisoprichting (1610) · Kruisafneming (1611) · De verrijzenis van Christus (1611-12) · De vier filosofen (1611-1612) · Het verschijnen van de Heilige Geest aan de Heilige Teresa van Avila (1612-14) · De ontdekking van Romulus en Remus (circa 1613) · De Rockoxtriptiek (1613-15) · De onthoofding van de heilige Catharina van Alexandrië (circa 1615) · Kruisafneming (1616-17) · Oude vrouw en jongen met kaarsen (1616-1617) · Medusa (ca. 1617) · Het aardse paradijs met de zondeval van Adam en Eva (ca. 1617) · De verloren zoon (1618) · De heilige Maria Magdalena in extase (1619-20)· De drie gratiën (1620-23) · Diana en haar nimfen maken zich klaar voor de jacht (1623-24) · Bekering van de H. Bavo (1623-24) · Heilige Rochus door Christus aangesteld tot patroon van de pestlijders (1623-26) · Aanbidding der Koningen (1624) · Portret van Matthaeus Yrsselius (circa 1624) · Tenhemelopneming van Maria (1625-26) · Portret van Anna van Oostenrijk (1625-26) · Angelica en de kluizenaar (1626-28) · De ontvoering van Europa (1628-29) · Laatste Avondmaal (1631-32) · Franciscus van Assisi ontvangt de stigmata (1633) · De roof van de Sabijnse maagden (1634-36) · Dans van dorpelingen en mythische figuren (1635) · Herfstlandschap met uitzicht op het Steen (1636) · De hond van Hercules ontdekt het purper (ca. 1636) · Saturnus verslindt een zoon (ca. 1636-37) · Het pelsken (ca. 1636-38)